# Antiguidade dos senadores dos Estados Unidos

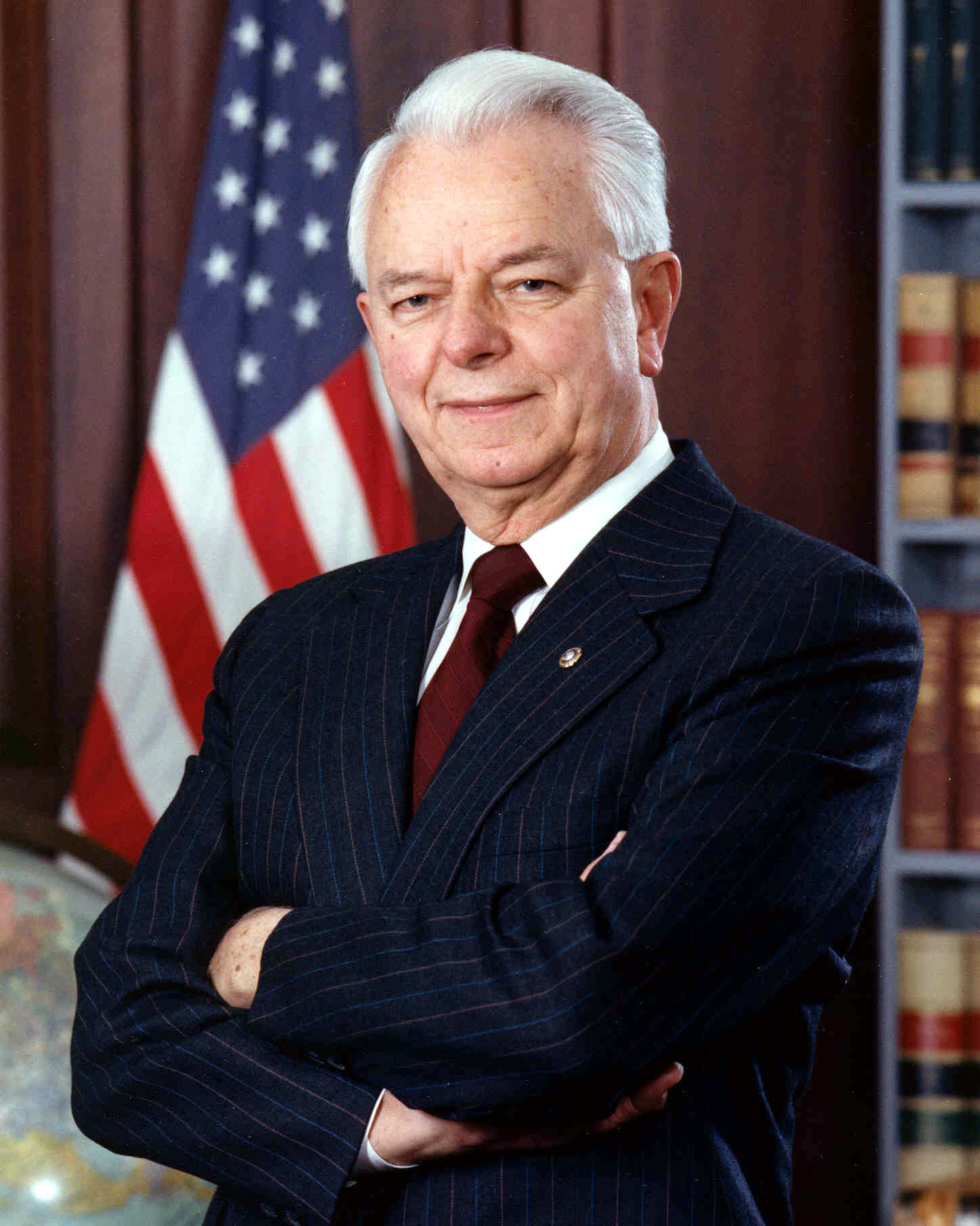
Robert Byrd foi o político que mais tempo integrou o Senado dos Estados Unidos: 51 anos.

Os senadores dos Estados Unidos são comumente classificados pela duração de seus mandatos. Cada estado tem dois senadores como seus representantes no Senado; o que tiver mais anos no cargo (em contínuo) é, por convenção, chamado senador sénior, e o outro é referido como senador júnior. Se ambos são eleitos ao mesmo tempo (um em eleição normal e outro designado para substituir no cargo um outro senador que tenha renunciado), o primeiro a jurar é o senador sénior.
Não há nenhuma diferença quanto aos direitos e deveres dos dois, embora as regras internas do Senado atribuam maiores poderes aos senadores com maior antiguidade, incluindo a preferência na escolha de atribuições nas comissões e dos escritórios. Geralmente os senadores seniores têm mais poder, mas é mais importante ser membro do partido com a maioria no Senado do que ser senador sénior.